# Nomada hirticeps
Nomada hirticeps är en biart som beskrevs av Pérez 1895. Nomada hirticeps ingår i släktet gökbin, och familjen långtungebin. Inga underarter finns listade i Catalogue of Life.